# Meteorito de Kaidun
El meteorito de Kaidun cayó el 3 de diciembre de 1980 en una base militar soviética, cerca de lo que es ahora Al-Khuraybah en Yemen. Se observó una bola de fuego cruzando el cielo del noroeste al sureste, recuperándose una sola pieza pétrea que pesaba aproximadamente 2 kilogramos de un pequeño cráter  de impacto.

## Composición
El meteorito contiene una variedad singularmente amplia de minerales, lo que ha causado cierta confusión acerca de su origen. Está formado en gran parte de condrita carbónica (material del tipo CR2), pero también contiene fragmentos de otros tipos, como C1, CM1, y C3. De los casi 60 minerales encontrados en el meteorito, muchos no han sido encontrados en ningún otro lugar en la naturaleza, como por ejemplo la florenskita, con la fórmula química: FeTiP.

## Origen
En marzo de 2004 se sugirió que el meteorito pudo haberse originado en la luna marciana Fobos. Esta hipótesis se basa en la presencia en el satélite de dos minerales clásticos alcalinos extremadamente raros visibles en el meteorito, cada uno de ellos incorporado a la roca en períodos diferentes. Esto sugiere que el cuerpo de origen habría estado cerca de una fuente de roca muy alcalina, un material particularmente indicador de una diferenciación profunda. Estos materiales se localizan en ciertas zonas de Marte y de sus lunas, y Fobos podría ser un origen más probable que Deimos por su mayor cercanía a Marte. Sin embargo, el análisis mineralógico y de los gases nobles contenidos en la roca, no relacionan el meteorito con Marte, como si ha sucedido con otros meteoritos marcianos confirmados, y esta hipotética relación es como mucho muy débil.